# Pseudomys pilligaensis
Il topo australiano di Pilliga (Pseudomys pilligaensis  Fox & Briscoe, 1980) è un roditore della famiglia dei Muridi endemico dell'Australia.

## Descrizione
Roditore di piccole dimensioni, con la lunghezza della testa e del corpo tra 73 e 80 mm, la lunghezza della coda tra 70 e 80 mm, la lunghezza del piede tra 18 e 19 mm, la lunghezza delle orecchie tra 12,0 e 13 mm e un peso fino a 14 g.
Le parti superiori sono grigio-brunastre. Le parti ventrali sono bianche. I fianchi sono rossicci, mentre le mani e i piedi sono bianchi. La testa è stretta e appuntita. La coda è lunga come la testa e il corpo, scura sopra, più chiara sotto e termina con un piccolo ciuffo di peli scuri.

## Biologia

### Comportamento
È una specie notturna.

### Alimentazione
Si nutre principalmente di semi e talvolta di foglie.

### Riproduzione
Il picco della stagione riproduttiva va da ottobre ad aprile. Le femmine danno alla luce circa 3 piccoli alla volta.

## Distribuzione e habitat
Questa specie è diffusa nella regione della macchia di Pilliga, nel Nuovo Galles del Sud.
Vive nelle savane alberate con sottobosco di brughiera su terreni sabbiosi.

## Conservazione
La IUCN Red List, considerata la dubbia validità come specie distinta, classifica P.pilligaensis come specie con dati insufficienti (DD).